# 양현경
양현경(梁賢景, 본명: 양현숙, 1958년 3월 15일 ~ )은 대한민국의 가수이다.

## 생애
경기도 인천시 송림동(현재의 인천광역시 동구 송림동) 출신이며 초등학교 시절까지 인천에 거주했다. 1980년 강원도 춘천시 남이섬에서 열린 라디오 공개방송 《아마추어 통기타 노래자랑 콘테스트》에서 대상을 받았고 1981년에는 이종환이 서울특별시 중구 명동에 위치한 라이브 카페 쉘브르에서 가수로 활동하기 시작했다.
1983년부터 1988년까지 이혜민이 솔로로 이끌던 1인 프로젝트 음악 그룹인 배따라기의 객원 멤버로 활동했다. 이 기간 동안에 배따라기는 노래 《그댄 봄비를 무척 좋아하나요》, 《창밖의 낙엽은 그대론데》, 《아빠와 크레파스》 등이 히트하면서 높은 평가를 받았다. 1990년에는 솔로 음반 《솔거의 그림》을 발표했고 2003년에는 포크송 라이브 음반 1집, 2집을 발표했다. 또한 인천 미추홀구 학익동에서 라이브 카페 열린음악회를 운영했다.

## 음반

### 배따라기
- 《배따라기 2》 (1983년)
- 《이혜민 작품집》 (1985년)
- 《배따라기 3》 (1985년)
- 《'87 배따라기》 (1987년)
- 《배따라기 7》 (1988년)

### 솔로 음반
- 1집 음반 《솔거의 그림》 (1990년)
- 2집 음반 《20년 후》 (2004년)
- 3집 음반 《2007 Fusion & Memorys》 (2007년)

### 라이브 음반
- 《양현경 포크송 라이브 1집》 (2003년)
- 《양현경 포크송 라이브 2집》 (2003년)
- 《양현경 2005 다시 부르기》 (2005년)
- 《양현경 포크송 라이브 3집》 (2013년)